# SuperJet International
SuperJet International (SJI) es una empresa conjunta entre Leonardo-Finmeccanica (anteriormente Alenia Aermacchi) y Regional Aircraft-Branch of the Irkut Corporation (antes:Sukhoi Civil Aircraft) establecida para vender el Sukhoi Superjet 100 (SSJ100), un avión regional de nueva generación con 100 asientos con sistemas digitales de control de vuelo fly-by-wire, y su variante comercial Sukhoi Business Jet (SBJ). Tiene su sede en Venecia, Italia. Inicialmente con el 51%, dejando el 49% a Sukhoi, Leonardo revisó su acuerdo de participación en 2016 y redujo su participación al 10%.

## Historia
Fundada en julio de 2007 y con sede en Tessera, Venecia, SuperJet International es responsable del marketing, las ventas, la personalización y la entrega del Sukhoi Superjet 100 (SSJ100) en Europa, América y otros mercados como Oceanía, África y Japón.
La compañía también está a cargo de la capacitación y el soporte postventa mundial, así como del diseño y desarrollo del Sukhoi Business Jet y la variante de carga. SJI estableció una sucursal en Moscú para apoyo logístico y técnico, cursos de capacitación y variantes de servicios comerciales. 
Se instaló una oficina de ventas adicional en Washington D. C. (EE. UU.) Para cubrir el mercado norteamericano. A su debido tiempo se abrirán varias oficinas más en otros mercados.

## Atención al cliente
El servicio de atención al cliente de SuperJet International es responsable del soporte posventa mundial para los operadores de Sukhoi Superjet 100. La tarea de SJI es proporcionar a los operadores servicios posventa. 
El acuerdo "SuperCare" es un programa integral "por hora de vuelo" desarrollado por SJI específicamente para SSJ100 operadores de aeronaves. SJI ha seleccionado a Lufthansa Technik Logistik GmbH (LTL) como proveedor logístico global para gestionar los centros de distribución de repuestos Sukhoi Superjet 100 en todo el mundo. SJI utiliza la nueva asociación aprovechando las instalaciones de LTL basadas en Aeropuerto Internacional de Frankfurt.

## Entrenamiento
El Centro de Entrenamiento SJI brinda soporte para entrenamiento de vuelo y mantenimiento SSJ100 a través de cursos para: Tripulación de vuelo (habilitación de tipo y recurrente), tripulaciones de cabina (transición y actualización) y personal de mantenimiento y operaciones en tierra. 
Paralelamente y a partir de 2012, entre los servicios prestados por SJI, se imparte la formación sobre un Airbus A321 Full vuelo simulador para la familia Airbus A320, a aerolíneas, escuelas de vuelo y pilotos privados.

## Productos
- Superjet 100 (en alianza con Sukhoi,pero en 2018 ahora perteneciente a la Corporación Irkut)

## Eventos
2011
- 17 de enero de 2011  SuperJet International firma un contrato por valor de USD 650 millones con la mexicana Interjet
- 21 de febrero de 2011  SuperJet International lanza Aeroflot Curso de formación para tripulaciones de vuelo en Moscú
- 11 de marzo de 2011  SuperJet International obtiene la DOA (aprobación de la Organización de Diseño).
- 31 de marzo de 2011  SJI completa el primer curso de entrenamiento de tripulación de vuelo de Aeroflot.
- 1 de mayo de 2011 El Sukhoi Superjet 100 aterrizó en Venecia por primera vez.
- 24 de junio de 2011 SuperJet International firma un acuerdo de SuperCare por 6 años con Armavia.
- 1 de agosto de 2011 Sukhoi Superjet 100 Flight Simulator disponible para la formación de pilotos en Rusia.
- 10 de agosto de 2011 SuperJet International completa los primeros "Cursos de recuperación de habilitación de tipo".
- 16 de agosto de 2011  Volga-Dnepr Technics firma un acuerdo de servicios de mantenimiento para Sukhoi Superjet 100.
- 16 de agosto de 2011 SuperJet International firma un memorando de entendimiento para el acuerdo de SuperCare con PT Sky Aviation.
- 9 de octubre de 2011 SuperJet International lanza el Sukhoi Business Jet con un pedido de 200 millones de dólares de Comlux The Aviation Group.
- 22 de noviembre de 2011 Simulador de vuelo completo SSJ100 en  Zhukovsky listo para el entrenamiento.